# Maycol Montero
Maycol Amílcar Montero Miguel (La Ceiba, Atlántida, Honduras, 30 de enero de 1996) es un futbolista hondureño. Juega como extremo y su equipo actual es el Club Deportivo Social Vida de la Liga Nacional de Honduras.

## Trayectoria

### Vida
El entrenador Jorge Ernesto Pineda le permitió debutar en un partido de Liga Nacional el 13 de marzo de 2013 contra el Real España en La Ceiba, el cual Vida ganó con un resultado de 1-0. Reemplazó a Walter Martínez en aquel juego. Su primer gol lo convirtió el 6 de octubre de 2013, durante la victoria de 2-1 frente al Club Deportivo Motagua en el Estadio Nilmo Edwards. El 6 de septiembre de 2015, Roberto Dip, presidente del Vida, tasó la ficha de Montero en 1 millón de dólares.

### Lobos UPN
El 29 de enero de 2018 se anunció su fichaje por los Lobos UPNFM.

### Juticalpa
El 9 de enero de 2018 se confirmó su llegada a Juticalpa, luego de haber recibido el visto bueno de parte del DT Robert Lima.

## Clubes
| Club        | País     | Año             |
| ----------- | -------- | --------------- |
| Vida        | Honduras | 2013 - 2017     |
| Lobos UPNFM | Honduras | 2018            |
| Juticalpa   | Honduras | 2019 - Presente |

## Estadísticas

### Clubes
| Club                 | Temporada           | Div.                | Liga | Liga | Copas Nacionales | Copas Nacionales | Copas Internacionales | Copas Internacionales | Total | Total |
| Club                 | Temporada           | Div.                | PJ   | G    | PJ               | G                | PJ                    | G                     | PJ    | G     |
| -------------------- | ------------------- | ------------------- | ---- | ---- | ---------------- | ---------------- | --------------------- | --------------------- | ----- | ----- |
| Vida Honduras        |                     |                     |      |      |                  |                  |                       |                       |       |       |
| 2012-13              | 1.ª                 | 2                   | 0    | -    | -                | -                | -                     | 2                     | 0     |       |
| 2013-14              | 1.ª                 | 26                  | 3    | -    | -                | -                | -                     | 26                    | 3     |       |
| 2014-15              | 1.ª                 | 5                   | 0    | -    | -                | -                | -                     | 5                     | 0     |       |
| 2015-16              | 1.ª                 | 18                  | 3    | -    | -                | -                | -                     | 18                    | 3     |       |
| 2016-17              | 1.ª                 | 12                  | 0    | -    | -                | -                | -                     | 12                    | 0     |       |
| 2017-18              | 1.ª                 | 5                   | 0    | -    | -                | -                | -                     | 5                     | 0     |       |
| Total                | Total               | 68                  | 6    | 0    | 0                | 0                | 0                     | 68                    | 6     |       |
| Lobos UPNFM Honduras |                     |                     |      |      |                  |                  |                       |                       |       |       |
| 2017-18              | 1.ª                 | 4                   | 1    | -    | -                | -                | -                     | 4                     | 1     |       |
| Total                | Total               | 4                   | 1    | 0    | 0                | 0                | 0                     | 4                     | 1     |       |
| Juticalpa Honduras   |                     |                     |      |      |                  |                  |                       |                       |       |       |
| 2018-19              | 1.ª                 | 0                   | 0    | -    | -                | -                | -                     | 0                     | 0     |       |
| Total                | Total               | 0                   | 0    | 0    | 0                | 0                | 0                     | 0                     | 0     |       |
| Total en su carrera  | Total en su carrera | Total en su carrera | 68   | 6    | 0                | 0                | 0                     | 0                     | 68    | 6     |